# Patachouffe
Le  Patachouffe  est une marque commerciale désignant un fromage belge créé à la suite du succès des bières Chouffe. Il existe de même des saucissons Marcachouffe réalisés en partenariat avec le fabricant de saucissons fumés d'Ardennes Marcassou.

## Description
Depuis le début des années 1990, le fromage, de type Saint-paulin, est fabriqué à partir de lait pasteurisé de vache de la race Pie noir, et affinée trois semaines à la bière La Chouffe, à la Ferme des Quatre Vents à Sélange.
En 2002, il a reçu le Coq de Cristal à la Foire agricole de Libramont.

## Consommation
Le fromage se consomme nature avec un morceau de pain ou en cube avec de la bière.
Il peut aussi être employé comme base pour des recettes culinaires (par exemple, dans une tartiflette).